# Padre Burgos (Södra Leyte)
Padre Burgos (Bayan ng Padre Burgos) är en kommun i Filippinerna. Kommunen ligger på ön Leyte, och tillhör provinsen Södra Leyte. Folkmängden uppgår till 8 926 invånare.
Padre Burgos är indelat i 11 barangayer.